# Melithreptus brevirostris
El mielero cabecipardo (Melithreptus brevirostris) es una especie de ave paseriforme de la familia Meliphagidae endémica del sur de Australia.

## Subespecies
- Melithreptus brevirostris augustus
- Melithreptus brevirostris brevirostris
- Melithreptus brevirostris leucogenys
- Melithreptus brevirostris magnirostris
- Melithreptus brevirostris pallidiceps
- Melithreptus brevirostris wombei

## Localización
La especie y las subespecies de esta ave se encuentran localizadas en el sur de Australia.